# Leo Hirvonen
Leo Leopold Hirvonen, född 15 november 1924 i Nyslott, död 27 juli 1993 i Pargas, var en finländsk läkare. 
Hirvonen blev student 1942, medicine kandidat 1947 i Helsingfors, medicine licentiat 1950 i Åbo samt medicine och kirurgie doktor 1955 i Helsingfors. Han var assistent i fysiologi vid på Helsingfors universitets fysiologiska institution 1954–1955, vid Åbo universitet 1955–1957, biträdande professor i fysiologi 1957–1970 och blev professor i ämnet vid Uleåborgs universitet 1970. Han var aktiv inom Adventkyrkan. Han utförde uppmärksammade undersökningar över blodcirkulationen, speciellt hos nyfödda och foster. Sistnämnda forskningar gjordes i samband med abort, vilket föranledde påven Johannes XXIII att bannlysa honom jämte kollegan Tuomas Peltonen, vilket dock upphävdes av Johannes Paulus II.